# هلن اپرتون
هلن اپرتون (انگلیسی: Helen Upperton؛ زادهٔ ۳۱ اکتبر ۱۹۷۹) ورزشکار بابسلد اهل کانادا است.
وی در مسابقات کشوری و بین‌المللی در مجموع برندهٔ ۲ مدال نقره، ۱ مدال برنز شده‌است.